# Monroe County (Kentucky)
Monroe County is een county in de Amerikaanse staat Kentucky.
De county heeft een landoppervlakte van 857 km² en telt 11.756 inwoners (volkstelling 2000). De hoofdplaats is Tompkinsville.

## Bevolkingsontwikkeling

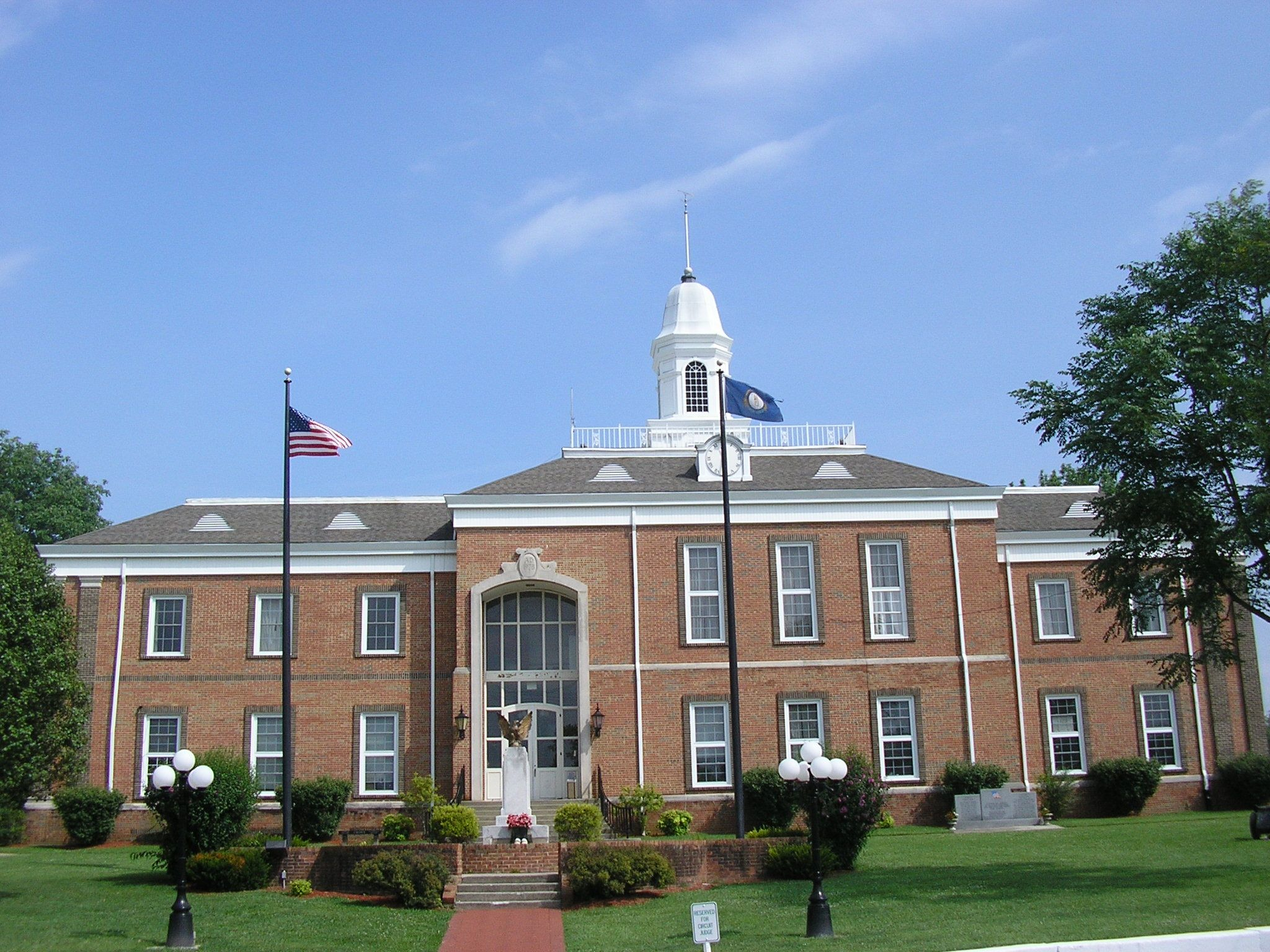
Monroe County Courthouse